# FA Cup 1871–72
La Football Association Challenge Cup de 1871-72, va ser la primera edició de la Copa anglesa de futbol, normalment coneguda a l'època moderna com a FA Cup, la competició de futbol més antiga del món. Quinze dels cinquanta clubs de l'associació van entrar a la primera competició, tot i que tres es van retirar sense jugar cap partit. A la final, celebrada a Kennington Oval a Londres el 16 de març de 1872, Wanderers va vèncer als Royal Engineers per un únic gol, marcat per Morton Betts, que jugava amb el pseudònim d'AH Checker.

## Antecedents
L'Associació Anglesa de Futbol, l'òrgan de govern de l'esport a Anglaterra, s'havia format el 1863, però durant els vuit primers anys de la seva existència, els seus clubs membres només van jugar partits amistosos entre ells, sense haver-hi cap premi en joc. El 1871, però, Charles Alcock, el secretari de l'associació, va concebre la idea d'un torneig eliminatori obert a tots els clubs membres, amb un trofeu que s' atorgaria als guanyadors. La inspiració de Alcock va venir dels seus dies a la Harrow School, on les cases que formaven l'escola competien cada any pel títol de "Cock House".

## Normes
Les regles de la competició estipulaven que cada equip estigués format per onze jugadors i que cada partit hauria de durar 90 minuts (en aquest moment, les regles del joc no especificaven aquestes qüestions). No preveien cap temps addicional. Quan s'empatés un partit després dels 90 minuts, hi hauria un nou partit o bé ambdós equips podrien passar a la següent ronda; la tria entre aquestes alternatives es va deixar a discreció del comitè organitzador en cada cas. Els partits van ser dirigits per dos àrbibres proporcionats per cada equip: després de disputes sobre les normes en les primeres rondes de la competició, es va afegir un àrbitre neutral a les rondes posteriors.
En aquest moment, els canvis en les regles del joc van entrar en vigor immediatament. Així, les regles de 1871 es van utilitzar per a la major part de la competició, però les de 1872, que van introduir el xut de córner i el tir lliure indirecte quan es toqués la pilota amb les mans, es van fer servir per als dos últims partits (la final i la semifinal entre Royal Engineers i el Crystal Palace).

## Format
Primera ronda: 14 equips (amb Hampstead Heathens aconseguint un pas lliure) jugarien contra un equip diferent. Els set guanyadors avançarien. Hitchin, Crystal Palace, Queen's Park i Donington School van avançar a causa d'un empat o perquè el partit no es va disputar.
Segona ronda: Els 10 equips restants jugarien. Els 5 guanyadors seguirien endavant.
Tercera ronda: hi jugarien 4 equips i el Queen's Park avançaria a la semifinal sense ni tan sols jugar un partit 
Semifinals: amb Crystal Palace i Royal Engineers empatats a la tercera ronda, els dos avançarien. Els quatre equips van haver de tornar a jugar. Els guanyadors van avançar tots.
Final: Els dos equips restants jugarien al Kennington Oval. El guanyador seria coronat Campió.

## Resultats
Una cinquantena de clubs eren elegibles per entrar, però només dotze van triar-ho: Barnes, Civil Service, Clapham Rovers, Crystal Palace, Hampstead Heathens, Harrow Checkers, Harrow School, Lausana, Royal Engineers, Upton Park, Wanderers i Windsor Home Park. Abans que tingués lloc la primera volta, però, Harrow School, Lausanne i Windsor Home Park es van retirar, reduint el nombre de participants a nou. Sis altres clubs van acceptar entrar, però, inclòs el club líder a Escòcia, el Queen's Park.
La majoria dels participants originals ja estan desapareguts. Queen's Park va continuar competint a la FA Cup fins al 1887, quan l'Associació de Futbol Escocès va prohibir als seus clubs membres entrar a la competició anglesa. Segueixen actius a les divisions inferiors de la Lliga de futbol professional escocesa. Marlow i Maidenhead (ara Maidenhead United) continuen actius, i cada un només s'han perdut una temporada única en la història de la competició. Encara existeix un equip del servei civil que juga a les competicions de la lliga Ameteus. L'equip del Crystal Palace de 1871-72 es va pensar que era un antic club amateur, però els historiadors han trobat enllaços amb el club professional Crystal Palace que existeix avui, tot i que encara s'ha de ratificar oficialment. L'equip de Hitchin a la dècada de 1870 es va reformar per convertir-se en el modern Hitchin Town el 1928.
El club líder escocès Queen's Park va entrar a la competició i va aconseguir arribar a les semifinals sense haver de jugar cap partit, a causa de la combinació de la incapacitat de concertar un lloc, els opositors retirant-se de la competició i els passis lliures. Tot i això, després d'haver empatat a Wanderers a l'empat a la semifinal, no es podien permetre el luxe de tornar a Londres a la represa i es van veure obligats a retirar-se, donant als seus oponents un walkover a la final.

## Calendari
| Ronda         | Data                             | Partits  | Partits   | Partits   | Partits | Clubs   | Nous equips entrants |
| Ronda         | Data                             | Original | Desempats | Walkovers | Lliures | Clubs   | Nous equips entrants |
| ------------- | -------------------------------- | -------- | --------- | --------- | ------- | ------- | -------------------- |
| Primera ronda | 11 de novembre de 1871           | 7        | 0         | 2         | 3       | 15 → 10 | 15                   |
| Segona ronda  | 16 de desembre de 1871           | 5        | 1         | 1         | 0       | 10 → 5  | cap                  |
| Tercera ronda | 20–27 de gener de 1872           | 2        | 0         | 0         | 1       | 5 → 4   | cap                  |
| Semifinals    | 17 de febrer - 5 de març de 1872 | 2        | 2         | 1         | 0       | 4 → 2   | cap                  |
| Final         | 16 març 1872                     | 1        | 0         | 0         | 0       | 2 → 1   | cap                  |

## Primera ronda
Tot i que hi havia set partits previstos a la primera volta, només en van tenir lloc quatre. Els Wanderers i Royal Engineers van guanyar els seus partits per walkover quan els seus oponents es van retirar de la competició, i com Queen's Park i Donington School no van poder acordar una data mútuament acceptable per al joc, se'ls va permetre passar a la segona volta sense jugar. A causa que hi ha un nombre imparell de participants, el Hampstead Heathens va tenir un passi lliure a la segona ronda. Barnes va vèncer un equip del Servei Civil format per només vuit jugadors. Jarvis Kenrick, de Clapham Rovers, va marcar el primer gol de la competició de la Copa FA.
| 11 novembre 1871 | Barnes             | 2–0 | Civil Service |          |  |
|                  | Dunnage' · Weston' |     |               | Barnes · |  |

| 11 novembre 1871 | Hitchin | 0–0 | Crystal Palace |                      |  |
|                  |         |     |                | Top Field, Hitchin · |  |

| 11 novembre 1871 | Maidenhead | 2–0 | Marlow |                         |  |
|                  | Young' (2) |     |        | York Road, Maidenhead · |  |

| 11 novembre 1871 | Upton Park | 0–3 | Clapham Rovers           |                          |  |
|                  |            |     | Kenrick' (2) · Thompson' | West Ham Park, Londres · |  |

|  | Queen's Park | vs. | Donington School |  |  |
|  |              |     |                  |  |  |

|  | Royal Engineers | w/o | Reigate Priory |  |  |
|  |                 |     |                |  |  |

|  | Wanderers | w/o | Harrow Chequers |  |  |
|  |           |     |                 |  |  |

|  | Hampstead Heathens | bye |  |  |  |
|  |                    |     |  |  |  |

El Queen's Park i el Donington School se'ls va permetre passar a la segona ronda perquè no podien acordar un lloc. Hitchin i Crystal Palace van permetre avançar a la segona ronda sense que es pogués repetir el partit.

## Segona ronda
A la segona ronda, Queen's Park i Donington School els va tocar enfrontar-se de nou. Aquesta vegada el club escolar es va retirar de la competició per la qual cosa el Queen's Park va avançar fins a quarts de final, encara sense haver jugat cap partit. A Kennington Oval, The Royal Engineers va vèncer fàcilment un equip de Hitchin que només va poder reunir vuit jugadors. El partit entre Barnes i Hampstead Heathens va acabar en un empat després que un llum deixés de funcionar. El comitè va ordenar la repetició (el primer de la història de la Copa de la FA), amb els Heathens sortint victoriosos, tot i jugar els dos partits fora de casa i amb només deu jugadors.
| 16 desembre 1871 | Crystal Palace             | 3–0 | Maidenhead |                       |  |
|                  | Bouch' · Chenery' · Lloyd' |     |            | Crystal Palace Park · |  |

| 16 desembre 1871 | Clapham Rovers | 0–1 | Wanderers |           |  |
|                  |                |     | Pelham'   | Clapham · |  |

| 23 desembre 1871 | Barnes        | 1–1 | Hampstead Heathens |          |  |
|                  | Highton' (68) |     | Barker'            | Barnes · |  |

| 10 gener 1872 | Hitchin | 0–5 | Royal Engineers |                            |  |
|               |         |     | Unknown' (5)    | Kennington Oval, Londres · |  |

|  | Queen's Park | w/o | Donington School |  |  |
|  |              |     |                  |  |  |

### Replays
| 6 gener 1872 | Barnes | 0–1 | Hampstead Heathens |          |  |
| 15:15        |        |     | Leach'             | Barnes · |  |

## Tercera ronda
A causa que quedava un nombre estrany d'equips a la competició, Queen's Park va rebre un passi i va arribar a les semifinals sense haver jugat cap partit a la competició. El partit entre Wanderers i Crystal Palace va acabar en empat; tots dos equips van passar a les semifinals. Royal Engineers va completar la línia de semifinals després de vèncer a Hampstead Heathens. Els Heathens no van tornar a entrar a la competició.
| 20 gener 1872 | Wanderers | 0-0 | Crystal Palace |                  |  |
| 15:15         |           |     |                | Clapham Common · |  |

| 27 gener 1872 | Royal Engineers | 3–0 | Hampstead Heathens |           |  |
|               | Unknown' (3)    |     |                    | Chatham · |  |

|  | Queen's Park | bye |  |  |  |
|  |              |     |  |  |  |

A Wanderers i a Crystal Palace se'ls va permetre avançar a les semifinals sense repetir 

## Semifinals
Tots els partits des d'aquesta fase de la competició es van jugar al Kennington Oval de Londres. Ambdues semifinals van acabar en empats sense gols i, per tant, van passar als desempats. Queen's Park, però, no es podia permetre el luxe de fer el llarg viatge des de Glasgow per segona vegada i es va retirar de la competició, donant-li a Wanderers un lloc a la final. Els Wanderers van proposar trenta minuts de temps addicional per resoldre el partit, però Queen's Park es va negar. Royal Engineers va aconseguir el segon lloc a la final derrotant Crystal Palace al segon intent.
| 17 febrer 1872 | Crystal Palace | 0–0 | Royal Engineers |                            |  |
|                |                |     |                 | Kennington Oval, Londres · |  |

| 5 març 1872 | Queen's Park | 0–0 | Wanderers |                                       |  |
| 15:35       |              |     |           | Kennington Oval, Londres · T. Lloyd · |  |

### Replays
| 9 març 1872 | Royal Engineers                 | 3–0 | Crystal Palace |                            |  |
|             | Renny-Tailyour' (2) · Mitchell' |     |                | Kennington Oval, Londres · |  |

|  | Wanderers | w/o | Queen's Park |  |  |
|  |           |     |              |  |  |

## Final
La final va tenir lloc a Kennington Oval entre Wanderers i Royal Engineers. Els Engineers eren els principals exponents de la tàctica de passar la pilota, que en aquell moment era coneguda com el "joc de combinació" i que es consideraven extremadament innovadors en un moment en què la majoria dels equips confiaven únicament en el regateig. Malgrat això, Wanderers va dominar el partit i va guanyar per 1-0 amb un gol de Morton Betts. Per motius poc clars, Betts va jugar a la final amb el pseudònim "AH Checker", derivat de la seva pertinença al club Harrow Checkers.
| Wanderers | 1–0    | Royal Engineers |
| --------- | ------ | --------------- |
| Betts 15' | Report |                 |

| Wanderers | Royal Engineers |

| Wanderers: |  |                          |
|            |  |                          |
| GK         |  | Reginald Courtenay Welch |
| FB         |  | Edgar Lubbock            |
| HB         |  | Albert Thompson          |
| FW         |  | C. W. Alcock             |
| FW         |  | Edward Bowen             |
| FW         |  | Alexander Bonsor         |
| FW         |  | Morton Betts             |
| FW         |  | William Crake            |
| FW         |  | Thomas Hooman            |
| FW         |  | Robert Vidal             |
| FW         |  | Charles Wollaston        |

| Royal Engineers: |  |                      |
|                  |  |                      |
| GK               |  | William Merriman     |
| FB               |  | Francis Marindin     |
| FB               |  | George Addison       |
| HB               |  | Alfred Goodwyn       |
| FW               |  | Hugh Mitchell        |
| FW               |  | Edmund Creswell      |
| FW               |  | Henry Renny-Tailyour |
| FW               |  | Henry Rich           |
| FW               |  | Herbert Muirhead     |
| FW               |  | Edmond Cotter        |
| FW               |  | Adam Bogle           |